# Samy Abdel Fattah
Samy Abdel Fattah (* März 1998) ist ein deutscher Schauspieler.

## Leben
Samy Abdel Fattah hat polnische und arabische Wurzeln; sein Vater ist Ägypter, seine Mutter Polin. Er wuchs mit Polnisch und Arabisch als Muttersprachen auf.
Eine von Fattahs ersten Schauspielrollen war 2012 in dem ZDF-Fernsehfilm Jeder Tag zählt die des Jungen Ali, der sich in die an Leukämie erkrankte 14-jährige Lilli Sand (Lilian Prent) verliebt, die jedoch nur Augen für den attraktiven FSJler Tom (Marc Benjamin) hat. In der ZDF-Reihe Unter Verdacht (2013) spielte er Murat Celik, einen deutsch-türkischen Jugendlichen, der gemeinsam mit seinem Bruder Aslan bei einer Busfahrt eine Gruppe von deutschen Jugendlichen bedrängt und versucht, ihnen ein Smartphone abzunehmen. In der Folge verkörperte er diverse kleinere Episodenrollen in den Serien Verbrechen nach Ferdinand von Schirach (2013) und Alarm für Cobra 11 – Die Autobahnpolizei (2014). In der ARD-Serie In aller Freundschaft – Die jungen Ärzte (2015) übernahm er eine Episodenhauptrolle als 15-jähriger, aus Syrien stammender Bürgerkriegsflüchtling und herzkranker Patient Said Malik.
In dem Fernsehfilm Bis zum Ende der Welt, der im November 2014 in der ARD-Themenwoche „Toleranz“ erstmals ausgestrahlt wurde, spielte Samy Abdel Fattah, an der Seite von Christiane Hörbiger (als ehemalige Pianistin und Musiklehrerin Maria Nikolai), die Hauptrolle. Er verkörperte den musikalisch hochbegabten, aus einer Roma-Familie stammenden Akkordeonisten Bero.
Im Tatort: Borowski und die Kinder von Gaarden (Erstausstrahlung: März 2015) war Fattah in einer Nebenrolle zu sehen; er spielte Yilmaz Sahin, den Anführer einer Gang von jugendlichen Halbstarken.
Im Dezember 2015 war Samy Abdel Fattah in der ZDF-Krimiserie Der Kriminalist in einer Episodenhauptrolle als Jugendlicher Hassan Mölders zu sehen, der in einem Neuköllner Gemüseladen jobbt. In dem Fernsehfilm Clüver und die wilde Nacht aus der ZDF-Krimireihe Nord Nord Mord, der im Januar 2017 erstausgestrahlt wurde, spielte er den syrischen Flüchtling und Asylbewerber Amoud. Im Kölner Tatort: Wacht am Rhein (Erstausstrahlung: Januar 2017) verkörperte Fattah den tatverdächtigen, gebürtigen Nordafrikaner Khalid Hamidi. In der 5. Staffel der RTL-Fernsehserie Der Lehrer, die von Januar bis März 2017 ausgestrahlt wurde, war er wiederkehrend als Schüler Günni zu sehen.
In dem öffentlich-rechtlichen Themenfilm Ich gehöre ihm (2017) aus der Reihe FilmMittwoch im Ersten, der die sog. Loverboy-Methode behandelt, übernahm Samy Abdel Fattah die männliche Hauptrolle an der Seite von Anna Bachmann. Fattah verkörpert den Loverboy Cem, der sich als charmanter junger Mann ausgibt und eine Beziehung mit der Schülerin Caro beginnt, sich jedoch schnell als Zuhälter herausstellt, der sie und weitere minderjährige Mädchen misshandelt und zur Prostitution zwingt. In der ZDF-Serie Die Spezialisten – Im Namen der Opfer (2019) spielte Samy Abdel Fattah in mehreren Folgen den Informanten von Kriminalhauptkommissar Henrik Mertens, Tarek. Im Wilsberg-Krimi Schutzengel (Erstausstrahlung: November 2019) hatte er eine Nebenrolle als überfallener Kioskmitarbeiter Farouk. In der 15. Staffel der ZDF-Serie Notruf Hafenkante (2020) übernahm er eine der Episodenhauptrollen als tatverdächtiger, vorbestrafter Angehöriger eines kriminellen Albaner-Clans, der heimlich in die Tochter eines verfeindeten tschetschenischen Clan-Chefs verliebt ist.
Auf der Bühne war Fattah 2014 aktiv, wo er im Ballsaal Wedding in dem Bollywood-Musical Chicken Tikka eine der Hauptrollen übernahm; er war Murat, ein frecher Rapper aus Wedding.
Samy Abdel Fattah lebt in Berlin.

## Filmografie (Auswahl)
- 2012: Jeder Tag zählt (Fernsehfilm)
- 2013: Verbrechen nach Ferdinand von Schirach  (Fernsehserie, Folge Der Igel)
- 2013: Unter Verdacht: Türkische Früchtchen (Fernsehreihe)
- 2014: Alarm für Cobra 11 – Die Autobahnpolizei (Fernsehserie, Folge 1983)
- 2014: Bis zum Ende der Welt (Fernsehfilm)
- 2015: Tatort: Borowski und die Kinder von Gaarden (Fernsehreihe)
- 2015: In aller Freundschaft – Die jungen Ärzte  (Fernsehserie, Folge Grenzen überwinden)
- 2015: Der Kriminalist (Fernsehserie, Folge Im Namen des Vaters)
- 2017: Nord Nord Mord – Clüver und die wilde Nacht (Fernsehreihe)
- 2017: Tatort: Wacht am Rhein (Fernsehreihe)
- 2017–2019: Der Lehrer (Fernsehserie)
- 2017: Ich gehöre ihm (Fernsehfilm)
- 2017: Apathie (Kurzspielfilm)
- 2018: Das Milan-Protokoll (Kinofilm)
- 2018: Ein Fall für zwei (Fernsehserie, Folge Bolognese Mortale)
- 2018: Dogs of Berlin (Fernsehserie)
- 2019: Die Spezialisten – Im Namen der Opfer (Fernsehserie)
- 2019: Druck (Internetserie)
- 2019: 23 Morde – Bereit für die Wahrheit? (Fernsehserie, Folge Messer)
- 2019: Wilsberg: Schutzengel (Fernsehreihe)
- 2020: Blutige Anfänger (Fernsehserie, Folge Gnadenlos)
- 2020: Großstadtrevier (Fernsehserie, Folge Kleine Haie)
- 2020: Notruf Hafenkante  (Fernsehserie, Folge Clangirl)
- seit 2020: Fritzie – Der Himmel muss warten (Fernsehserie)
- 2021: Ein nasser Hund
- 2022: The Kids Turned Out Fine
- 2025: Großstadtrevier (Fernsehserie, Folge Bruderkrieg)